# Callechelys bilinearis
Callechelys bilinearis är en fiskart som beskrevs av Robert H. Kanazawa 1952. Callechelys bilinearis ingår i släktet Callechelys och familjen Ophichthidae. Inga underarter finns listade.